# Ackendorf (Hohe Börde)
Ackendorf ist Ortschaft und Ortsteil der Einheitsgemeinde Hohe Börde im Landkreis Börde in Sachsen-Anhalt.

## Geografie
Ackendorf liegt ca. 16 km (Luftlinie) nordwestlich von Magdeburg.

### Ortschaftsgliederung
Die Ortschaft Ackendorf bildet sich durch die Ortsteile Ackendorf und Glüsig.

## Geschichte

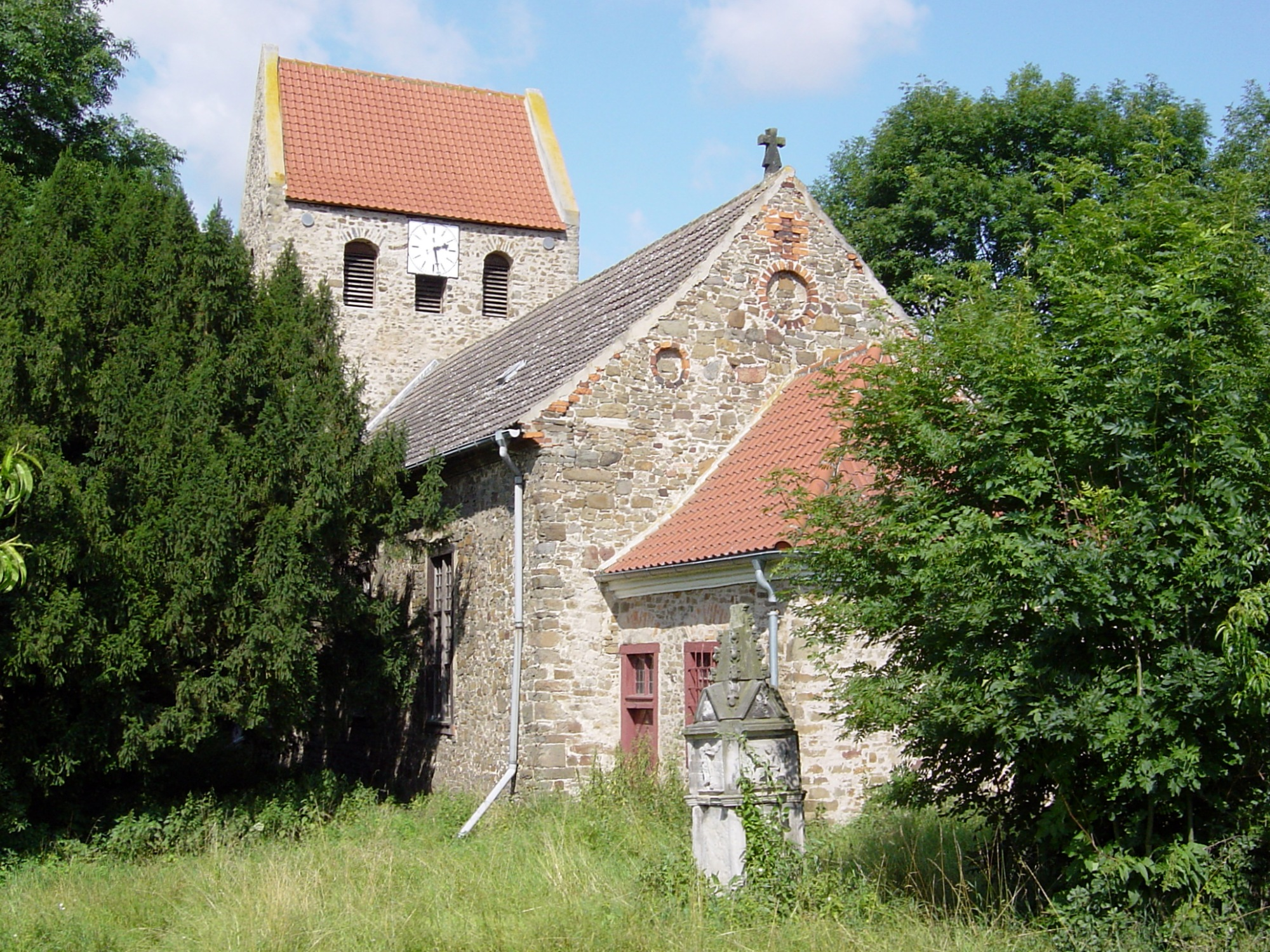
Kirche St. Bonifatius in Ackendorf

Am 30. September 1928 wurde der Gutsbezirk Glüsig mit der Landgemeinde Althaldensleben vereinigt. Am 1. April 1934 wurde der ehemalige Gutsbezirk Glüsig aus der Gemeinde Althaldensleben in die Gemeinde Ackendorf umgemeindet.
Am 1. Januar 2010 schlossen sich die bis dahin selbstständigen Gemeinden Ackendorf mit dem Ortsteil Glüsig, Bebertal, Eichenbarleben, Groß Santersleben, Hermsdorf, Hohenwarsleben, Irxleben, Niederndodeleben, Nordgermersleben, Ochtmersleben, Schackensleben und Wellen zur neuen Gemeinde Hohe Börde zusammen.
Zusammen mit der neuen Gemeinde wurde die Ortschaft Ackendorf errichtet. Zur Ortschaft gehören die Ortsteile Ackendorf und Glüsig.

## Politik
Für den Ortsteil Ackendorf wurde eine Ortschaftsverfassung eingeführt. Der Ortschaftsrat von Ackendorf besteht aus 5 Mitgliedern.

### Wappen und Flagge
Das Wappen wurde am 28. Juni 2000 durch das Regierungspräsidium Magdeburg genehmigt und im Landesarchiv Sachsen-Anhalt unter der Nr. 28/2000 registriert.
Blasonierung: „In Gold auf grünem Hügel ein linkssehender, stehender, silbern konturierter schwarzer Sperling, rechts überhöht von einem gestielten, steigenden grünen Lindenblatt.“
Die Gestaltung beruht auf einem alten Bildsiegel der Gemeinde. Der schwarze Sperling auf dem grünen Hügel ist redend für den in der Ackendorfer Gemarkung liegenden Sperlingsberg. Das Lindenblatt symbolisiert die Fruchtbarkeit der Bördelandschaft.
Die Farben von Ackendorf sind Schwarz - Gelb.
Das Wappen wurde von dem Magdeburger Heraldiker Ernst Albrecht Fiedler gestaltet.
Die Flagge von Ackendorf ist Schwarz - Gelb gestreift (Hissflagge: Streifen von oben nach unten, Querflagge: Streifen von links nach rechts verlaufend) mit dem aufgelegten Wappen.

## Verkehr
Der Bahnhof Ackendorf lag an der Bahnstrecke Haldensleben–Eilsleben.

## Gedenkstätten
- Auf dem Friedhof befinden sich Gräber von Kriegsgefangenen und Zwangsarbeitern, die während des Zweiten Weltkrieges zur Zwangsarbeit überwiegend in der Landwirtschaft eingesetzt waren.